# Erzbistum Turku

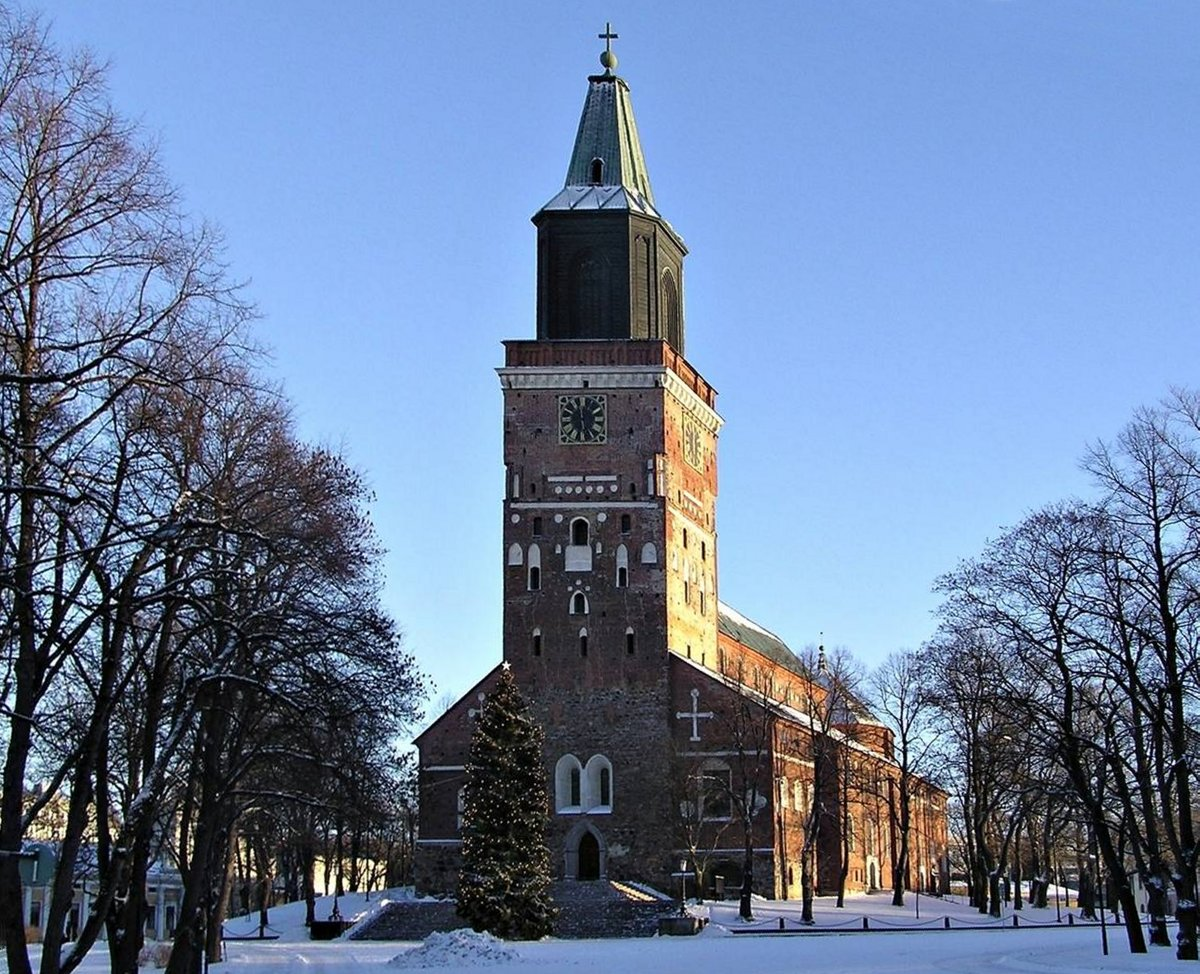
Der Dom von Turku ist die Kathedrale des Erzbistums Turku.

Das Erzbistum Turku (finnisch Turun arkkihiippakunta) ist eins von neun Bistümern der evangelisch-lutherischen Kirche Finnlands und zugleich ihr einziges Erzbistum. Bischofssitz ist Turku mit dem Dom von Turku. Das Bistum umfasst die finnischsprachigen Gemeinden im südwestlichen Teil Finnlands. (Die schwedischsprachigen Gemeinden in ganz Finnland gehören zum Bistum Borgå.)

## Geschichte
Das Erzbistum Turku ist das älteste Bistum Finnlands. Nach der Christianisierung Finnlands, als deren Anfangsdatum traditionell der auf das Jahr 1155 angesetzte Kreuzzug des schwedischen Königs Erik des Heiligen gilt, befand sich ein Bischofssitz zunächst in Nousiainen und ab 1229 in Koroinen. 1259 wird erstmals ein „Bischof von Turku“ (episcopus Aboensis) erwähnt. 1276 wurde das Domkapitel Turku gegründet. Anfangs umfasste das Bistum Turku, welches dem Erzbistum Uppsala unterstand, fast das gesamte Gebiet des heutigen Finnlands. Nach der Reformation blieb das Bistum Turku, nun als evangelisch-lutherisches Bistum, unverändert bestehen. 1554 wurde der Ostteil Finnlands dem neu gegründeten Bistum Viipuri, dem Vorläufer des heutigen Bistums Tampere, zugeschlagen.
1809 wurde Finnland zu einem Großfürstentum unter russischer Herrschaft. Zar Alexander I. bestätigte auf dem Reichstag von Porvoo die Stellung der evangelisch-lutherischen Kirche, so dass das Bistum Turku auch während der russischen Zeit unverändert weiterexistierte. Zur 300-Jahr-Feier der Reformation wurde der Bischof von Turku 1817 in den Rang eines Erzbischofs erhoben. Im 19. und 20. Jahrhundert verkleinerte sich das Gebiet des Bistums Turku durch die Gründung weiterer neuer Bistümer.

## Bistumsgliederung
Zum Erzbistum Turku gehören 51 Gemeinden, die auf 5 Propsteien aufgeteilt sind:
| - Dompropstei - Turku, Domgemeinde - Turku, Mikael - Turku, Martti - Turku, Henrik - Turku, Katariina - Maaria - Paattinen - Piikkiö - Kaarina - Propstei Paimio - Paimio - Salo - Lieto - Aura - Loimaa - Länsi-Turunmaa - Pöytyä - Martinkoski - Somero | - Propstei Nousiainen - Nousiainen - Naantali - Merimasku - Rymättylä - Raisio - Masku - Mynämäki - Rusko - Laitila - Pyhäranta - Uusikaupunki - Kustavi - Taivassalo - Vehmaa - Propstei Ala-Satakunta - Rauma - Eurajoki - Eura - Säkylä-Köyliö - Huittinen - Kokemäki - Nakkila - Harjavalta | - Propstei Pori - Keski-Pori - Länsi-Pori - Meri-Pori - Pori, Teljä - Noormarkku - Lavia - Ulvila - Kankaanpää - Merikarvia - Siikainen - Karvia |